# 享徳地震
享徳地震（きょうとくじしん）は室町時代に発生した地震であり、東北地方の太平洋側に大津波をもたらしたと考えられている。記録が乏しい歴史地震であるため、規模、震源域など詳細は不明である。

## 概要
『新選和漢合図』、『大宮神社古記録抄』、『続本朝通鑑』および『会津旧事雑考』に享徳3年11月23日（ユリウス暦1454年12月12日、グレゴリオ暦12月21日）夜中に大地震が発生したとする記録がある。強震であったのは少なくとも上野、上総および会津に及ぶとされる。
『大宮神社古記録抄』には「廿三日夜子丑剋大地震ヨルヒル入」とあり、夜中の0時から2時あたりに地震が発生したことになるが、当時の一日の境界は3時頃とするのが慣習とされていたため、今日の暦法では享徳3年11月24日（ユリウス暦1454年12月13日）と解釈される。
さらに『王代記』に奥州の大津波の記録が存在することが判明している。
「百里」を物理的距離と解釈するには無理があるが、かなり内陸まで津波が遡上し、引き際に人々が多く流されたことを窺わすものである。
この地震の17日後の12月10日（ユリウス暦12月29日）には鎌倉でも大地震があり、また約1ヶ月後の端宗王2年12月甲辰（ユリウス暦1455年1月15日）、李氏朝鮮の慶尚道および全羅道で大地震があったことが『李朝実録』の記録にある。
享徳地震の約1ヶ月後、享徳3年12月27日（ユリウス暦1455年1月15日）には享徳の乱が発生しており、地震災害が政治的混乱を引起した例が少なからず存在することから、この地震と内乱との関連性も指摘されている。

## 推定される地震像
本地震について『大日本地震史料 増訂』では、「上野、上総、並ビニ会津強ク震フ」とされていたが、例えば『会津旧事雑考』の記事は会津における地震記録であるのか、本地震の広域的な様子一般を示す記事であるのか断定できず、現時点で確かに言えることは奥州の津波のみであるとされる。一方で、『王代記』にはそれに続く『年代記』Aと『年代記』Bがあり、『年代記』Aは「奥州ニ津波打テ、百里山ノ奥ニ入テ・・」となっており、「百里」と「山ノ奥」の語順の違いに着目すれば「海岸線100里にわたって津波が山の奥まで入り」と解釈することも可能であり、その場合は地震・津波が2011年東北地方太平洋沖地震に匹敵する規模であったことも考えられるとの指摘もある。
仙台平野北部で発見された津波堆積物は放射性炭素年代測定により1429-1526年頃の間、その砂層は海岸線から1km程度まで分布していると推定され、この堆積物や先行研究で確認された室町時代頃の津波堆積物の分布を数値シミュレーションで再現すると、貞観地震モデルとされていたMw8.4の断層モデルで説明できることが示された。さらに、東北地方太平洋沖地震で確認されたように実際の津波浸水域は堆積物の範囲以上に広がっているものと推定され、さらに今後の調査から新たな地質学的証拠が見出される可能性もあることから、このMw8.4は貞観地震と同様に最小値に過ぎないものであるとされる。
「津波（津浪）」という言葉が史料に現れる最古の例は1611年慶長三陸地震を記述した『駿府記』とされていたが、本地震による奥州の津波を記した『王代記』は大永4年（1524年）以前に成立していることから『駿府記』より古い使用例となる。

## 東北地方太平洋側の巨大地震
三陸沖から茨城県沖に掛けて、東北地方の太平洋側は869年貞観地震、および2011年東北地方太平洋沖地震など、広大な震源域と強大な津波をもたらした巨大地震や、1896年明治三陸地震など津波地震が知られているが、1611年慶長三陸地震までの742年間に巨大地震の確かな記録が知られていなかった。
一方で産業技術総合研究所による調査で、石巻市で1320-1670年頃、仙台平野の山元町で1450-1650年頃の津波堆積物が見出されている。何れも炭素14-年代測定の精度では慶長三陸地震津波との区別は困難であるが、大槌町や陸前高田市では慶長津波以前の室町時代と推定される堆積物も見出されている。この室町時代と考えられる津波堆積物が1454年の地震・津波記録と符合するとの見方もある。
また、仙台平野の新田開発は伊達政宗入封以降、大々的に行われたのが通説とされているが、記録は無くとも貞観地震以降、津波襲来による荒廃地が700年余り放置されたとするのは不自然で、この期間に仙台平野に少なくとも3-4回程度の大津波の襲来があり、農地の開拓および津波襲来による荒廃が繰り返された可能性が高いと推定されている。疑問視されているものの、『岩手県沿岸大海嘯取調所』では正嘉元年8月23日（ユリウス暦1257年10月2日）の鎌倉の大地震と同日に三陸海岸に津波があったされる。
東北地方太平洋沖地震発生を期に全面的に見直され、2011年11月に示された地震調査研究推進本部による「三陸沖から房総沖にかけての地震活動の長期評価」では紀元前4-3世紀頃、4-5世紀頃、貞観津波、15世紀頃の津波堆積物、東北地方太平洋沖地震の発生間隔から「東北の太平洋沿岸に巨大津波を伴うことが推定される地震」としてこの種の巨大地震の平均再来間隔を約600年と評価した。